# 文汇路街道 (西宁市)
文汇路街道是中华人民共和国青海省西宁市城西区下辖的一个街道办事处。

## 行政区划
文汇路街道下辖以下村级行政区划单位：
文亭巷社区、文博路社区、海湖广场社区和科普路社区。